# 孔迪亚克
孔迪亚克（法語：Condillac，法語發音：[kɔ̃dijak]）是法国德龙省的一个市镇，属于尼永斯区。

## 地理
孔迪亚克（44°38'15"N, 4°48'45"E）面积9.57 平方千米，位于法国奥弗涅-罗讷-阿尔卑斯大区德龙省，该省份为法国东南部内陆省份，北起顺时针与伊泽尔省、上阿尔卑斯省、上普罗旺斯阿尔卑斯省、沃克吕兹省和阿尔代什省接壤。
与孔迪亚克接壤的市镇（或旧市镇、城区）包括：拉库库尔德、拉洛皮、马尔萨讷、米尔芒德、索泽、萨瓦斯、莱图雷特。
孔迪亚克的时区为UTC+01:00、UTC+02:00（夏令时）。

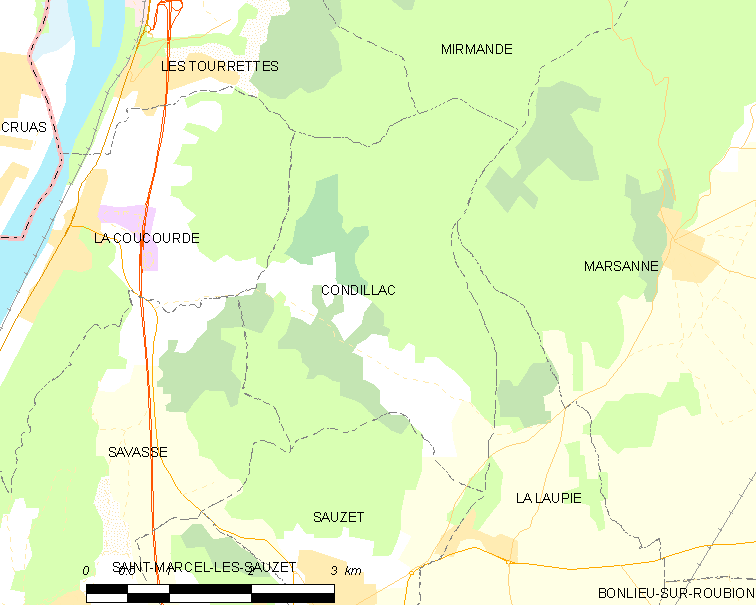
孔迪亚克的OSM定位图

## 行政
孔迪亚克的邮政编码为26740，INSEE市镇编码为26102。

## 政治
孔迪亚克所属的省级选区为迪约勒菲县。

## 人口

1962-2008年间孔迪亚克人口变化图示

孔迪亚克于2022年1月1日时的人口数量为133人。